# Maximiliano Velasco
Maximiliano Velasco (Villa María, Provincia de Córdoba, Argentina, 19 de junio de 1990) es un futbolista argentino. Juega como centrodelantero. Actualmente se encuentra jugando en la Liga Villamariense De Fútbol en el Club Ricardo Gutierrez de La Palestina

## Trayectoria

### Newell's Old Boys
Jugó en las divisiones inferiores del club leproso. Fue promovido a finales del 2010 y su debut se dio en el Clausura 2011 en un encuentro contra Club Olimpo, en el que reemplazó a Martín Tonso. En el torneo jugó un total de tres partidos. En el Clausura 2012 reapareció, pero con una sola aparición. Fue transferido a Talleres de Córdoba para la temporada 2012/13 del Torneo Argentino A. Compartió camerino con Nahuel Guzmán, Gabriel Cichero y Marcelo Estigarribia.

### Talleres de Córdoba
Estuvo a préstamo en el club de Córdoba por un año con opción a compra junto a Rodrigo Chávez, equipo con el cual obtuvo el Torneo Argentino A en mayo de 2013 mediante el gol que convirtió en el partido contra San Jorge en un repleto Estadio Kempes. Anotó 6 goles en 18 partidos, siendo una de las figuras, sin embargo, el club no pudo comprar al jugador dado que la opción de compra era muy elevada.

### Sportivo Belgrano
En junio del 2013 se suma al equipo de San Francisco, en donde jugó.

### San Martín de Tucumán
Llega en 2014 tras quedar libre.

### Universidad San Martín de Porres
Tras su buen semestre en Argentina, emigra por primera vez al extranjero, siendo la Universidad San Martín su equipo. Gozó de la confianza de su técnico argentino Cristian Díaz y fue uno de los jugadores más importantes de su equipo.

### Deportivo Municipal
Fue anunciado el 10 de diciembre de 2015 como refuerzo para la temporada 2016 del fútbol peruano y la Copa Sudamericana. Maximiliano Velasco completó una buena temporada jugando 42 partidos, incluyendo ambos partidos de Copa Sudamericana, y anotando 14 goles en el torneo local con el cuadro de la franja, convirtiéndose así en su máximo goleador en el año.

### Valleta
Después para el 2017 ficha por el Valleta de la Liga de Malta. Anotó 9 goles en 11 partidos.

### Sport Boys
Cuando ya tenía todo arreglado para ser nuevo refuerzo de Deportivo Binacional, al final le quisieron reducir el sueldo y terminó fichando por el recién ascendido Sport Boys salvando lo del descenso.

### Guabira
El 2019 fichó por el Club Guabira de la Primera División de Bolivia.

### UCV
A mitad de año vuelve al Perú para fichar por la Vallejo.

### Deportivo Llacuabamba
En el 2020 ficha por el recién ascendido Llacuabamba. Sin embargo, a final de temporada desciende categoría.

## Clubes
| Club                      | País      | Año         | Goles |
| ------------------------- | --------- | ----------- | ----- |
| Newell's Old Boys         | Argentina | 2010 - 2012 | 0     |
| Talleres                  | Argentina | 2012 - 2013 | 6     |
| Sportivo Belgrano         | Argentina | 2013 - 2014 | 4     |
| San Martín de Tucumán     | Argentina | 2014 - 2015 | 5     |
| Universidad de San Martín | Perú      | 2015 - 2016 | 9     |
| Deportivo Municipal       | Perú      | 2016 - 2017 | 14    |
| Valletta F. C.            | Malta     | 2017        | 9     |
| Berazategui               | Argentina | 2017 - 2018 | 1     |
| Sport Boys                | Perú      | 2018        | 10    |
| UCV                       | Perú      | 2019        | 0     |
| Guabirá                   | Bolivia   | 2019        | 2     |
| Deportivo Llacuabamba     | Perú      | 2020        |       |